# Jan Wildens
Jan Wildens (Anversa, 1586 – Anversa, 22 ottobre 1653) è stato un pittore fiammingo.

## Biografia
Figlio di Hendrik Wildens e di Magdalena Vosbergen, Jan rimase orfano di padre in tenera età. La madre si risposò con Cornelis Cock, la cui figlia Susanne sposerà nel 1617 il pittore Cornelis de Vos, fratello di Paul, cognato di Frans Snyders, con cui collaborò.
A dieci anni iniziò l'apprendistato presso Pieter Verhulst e in seguito entrò nella Corporazione di San Luca.
A partire dal 1613 soggiornò in Italia, soprattutto a Genova e Roma, ove conobbe Peter Paul Rubens e collaborò con Cornelis de Wael.

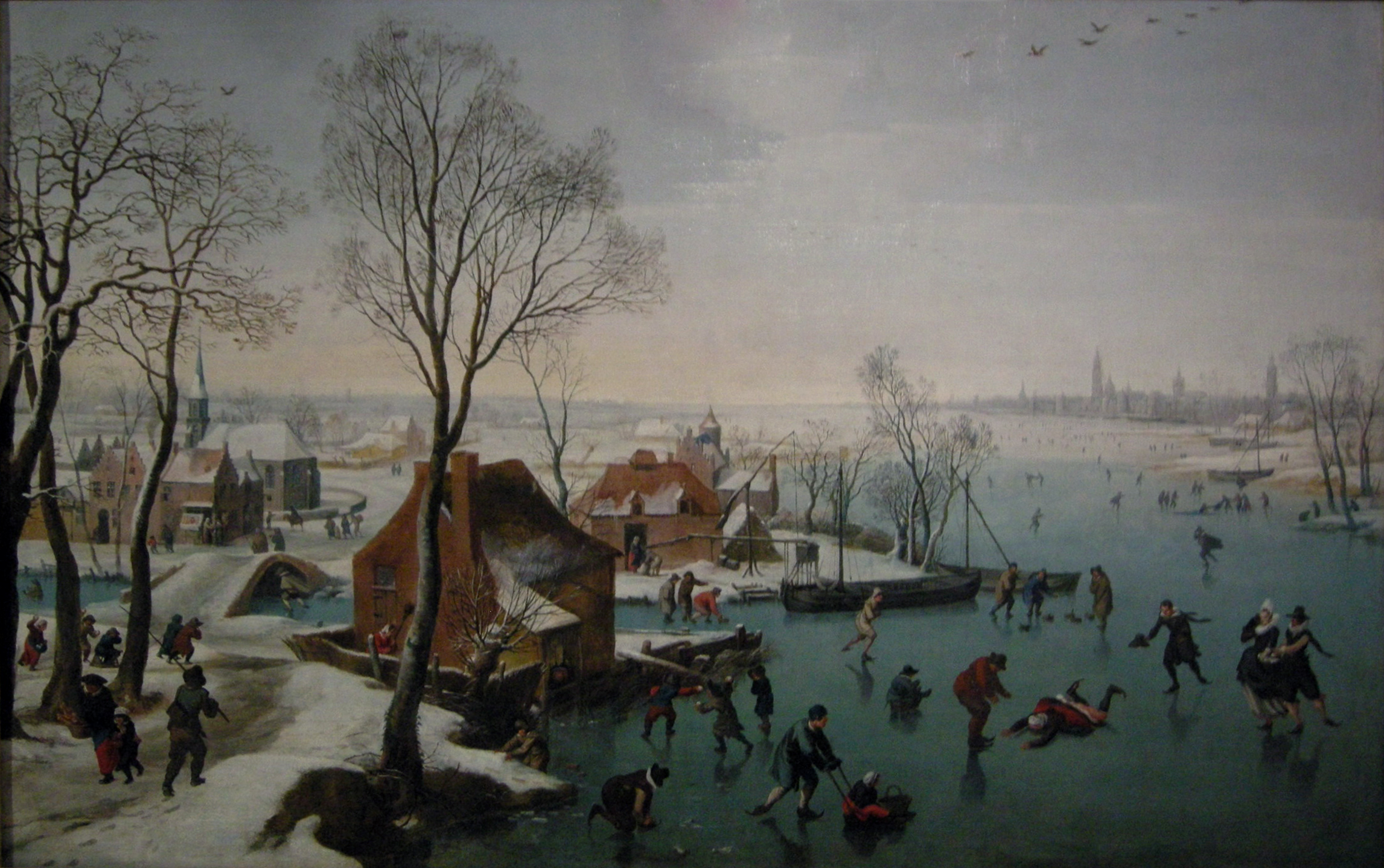
Gennaio - Pattinatori sul ghiaccio, Musei di Strada Nuova - Palazzo Rosso, Genova.

Nel 1619 si sposa con Maria Stappaert, venuta a mancare cinque anni dopo, che gli darà due figli, Jan Baptist nel 1620 e Jeremias nel 1621, entrambi divenuti, come il padre, pittori. Jan Baptiste morì nel 1637, mentre il minore morirà nello stesso anno del padre, nel 1653.
Nei suoi lavori fu influenzato dall'arte di Jan Brueghel il Vecchio, Joos de Momper il Giovane e Paul Brill.
Collaborò, oltre che con i già citati de Wael e Snyders, con Jacob Jordaens, Gonzales Coques e Theodoor Rombouts.

## Opere
- Aprile - Primavera in un giardino all'italiana, 1614, olio su tela, 123x191, Musei di Strada Nuova - Palazzo Rosso, Genova[1]
- Gennaio - Pattinatori sul ghiaccio, 1614, olio su tela, 120x193, Musei di Strada Nuova - Palazzo Rosso, Genova[1]
- Maggio - La passeggiata nel viale, olio su tela, 122,5x192x2,8, Musei di Strada Nuova - Palazzo Rosso, Genova[1]
- Novembre - Burrasca in mare, olio su tela, 122x192, Musei di Strada Nuova - Palazzo Rosso, Genova[1]
- Paesaggio con viale alberato (con Cornelis de Wael), olio su tela, 136x207, Musei di Strada Nuova - Palazzo Bianco, Genova[2]